# Ophrys delphinensis
Ophrys delphinensis är en orkidéart som beskrevs av Othmar Danesch och Edeltraud Danesch. Ophrys delphinensis ingår i ofryssläktet, och familjen orkidéer. Inga underarter finns listade i Catalogue of Life.

## Bildgalleri

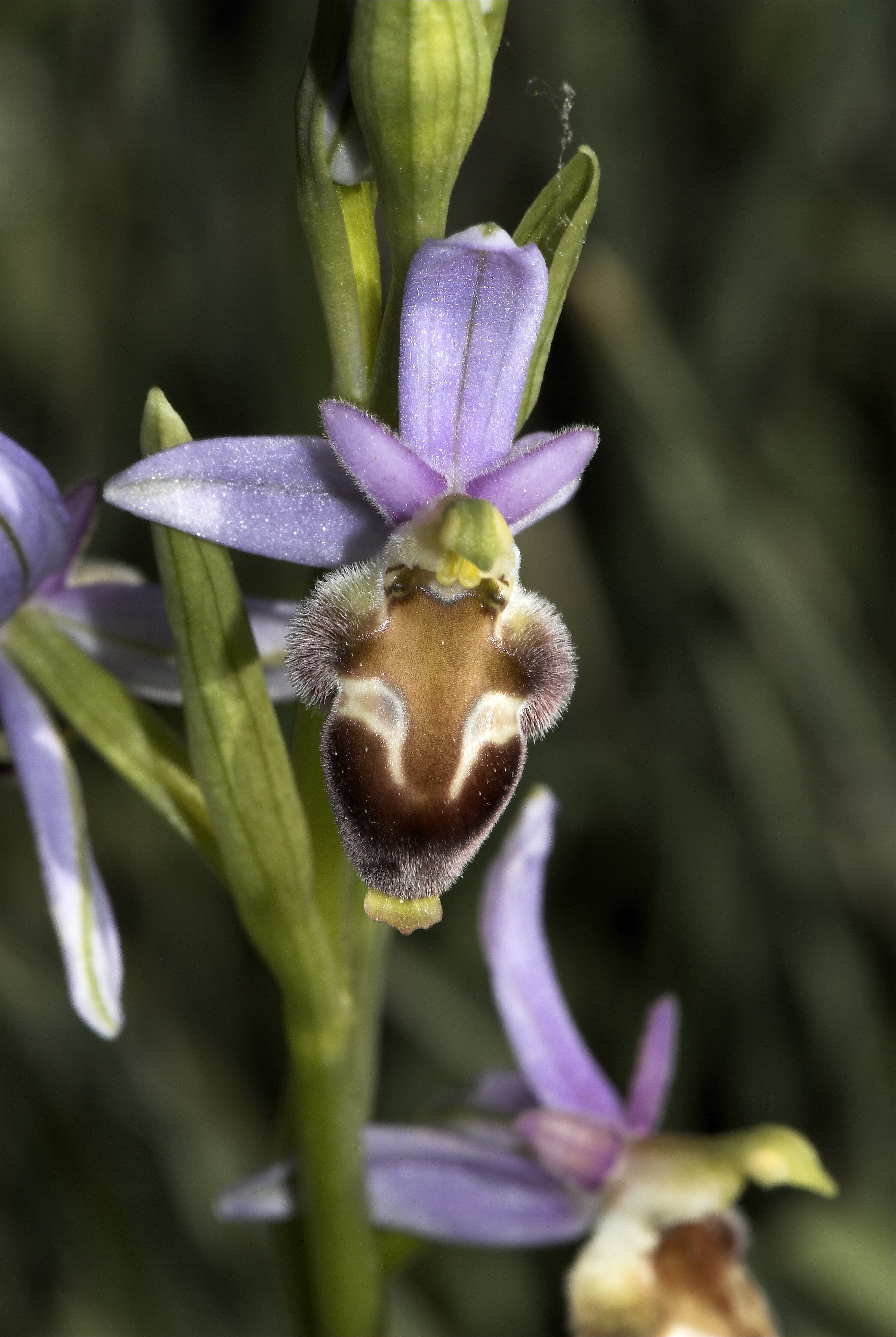
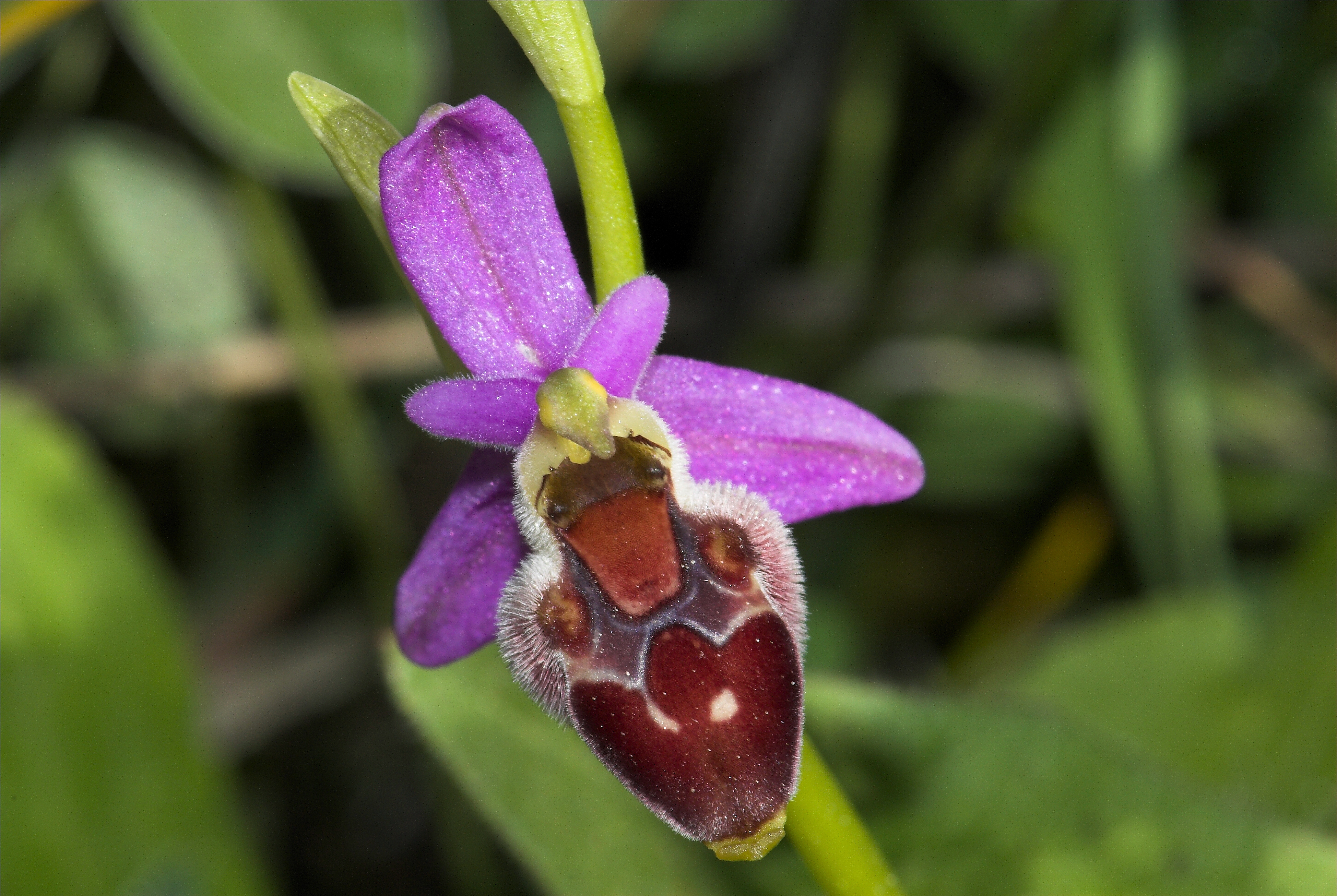
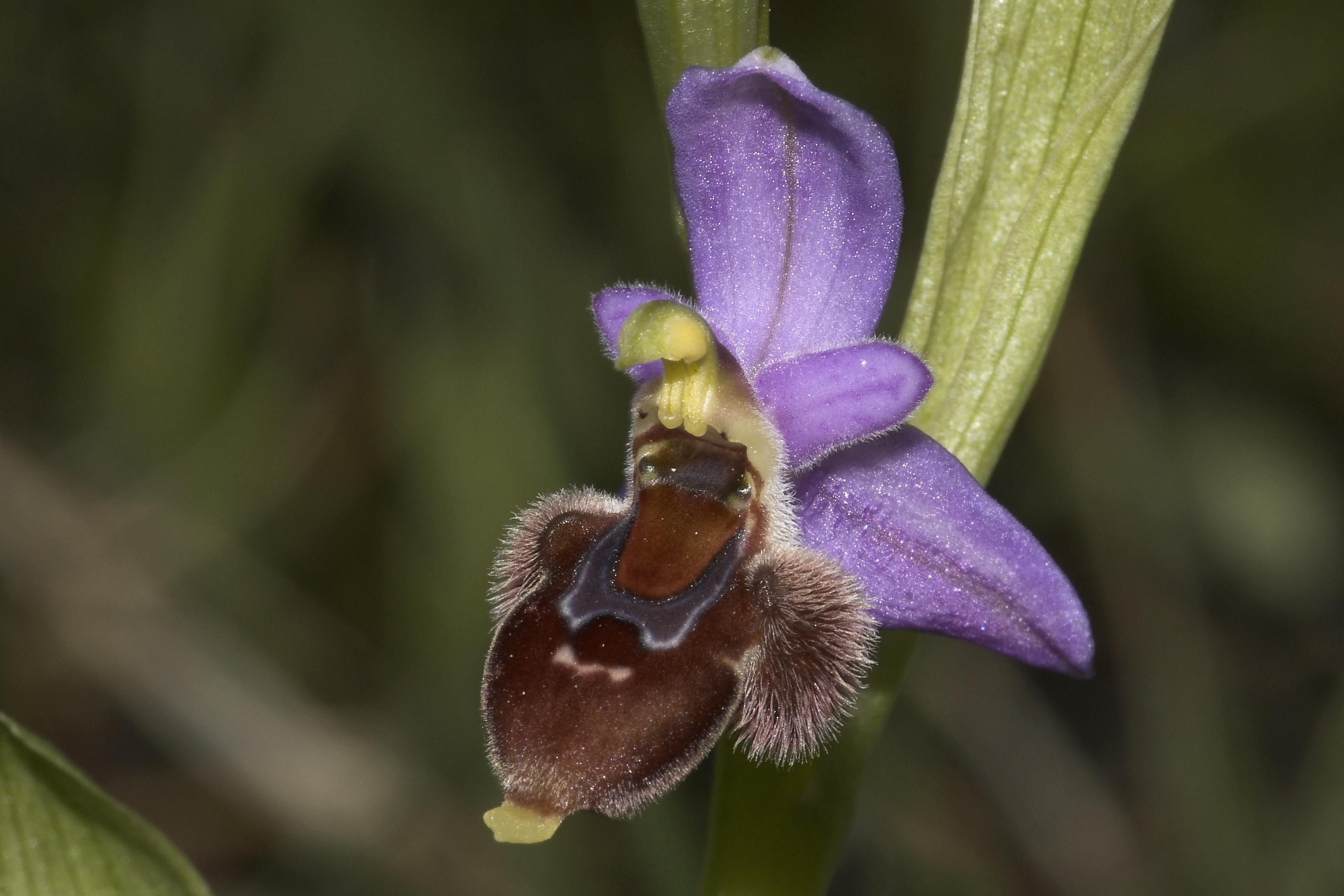